# Sjel de Bruijckere

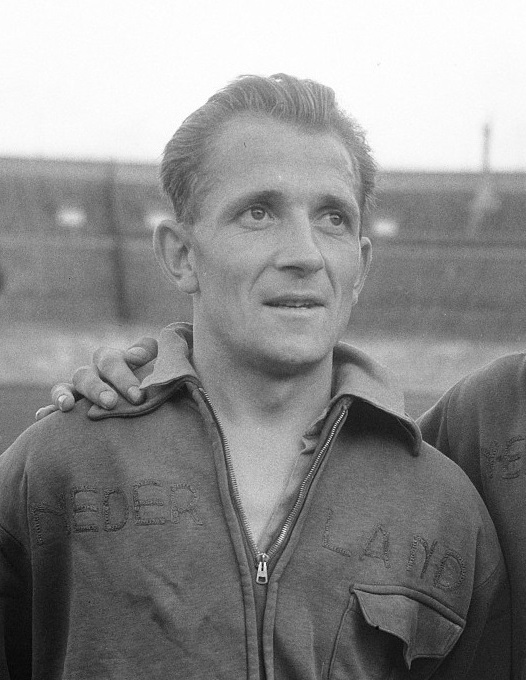

Michel „Sjel“ de Bruijckere, auch Sjel de Bruyckere (* 6. Februar 1928 in Kaatsheuvel; † 21. September 2011 in Melbourne, Australien), war ein niederländischer Fußballspieler.

## Karriere
De Bruijckere wechselte 1950 vom RKSV Sarto zum Ortsrivalen Willem II Tilburg in die erste niederländische Fußballklasse. Unter Trainer František Fadrhonc entwickelte sich der Stürmer zu einer festen Kraft im Kader des Vereins. Insgesamt bestritt De Bruyckere 167 Spiele für Willem II und schoss dabei 80 Tore. 1952 und 1955 wurde er mit dem Verein niederländischer Fußballmeister.
1954 schaffte De Bruijckere auch den Sprung in die Nationalmannschaft. Zwischen Oktober 1954 und April 1956 stand er sieben Mal im Kader und erzielte in diesen Spielen zwei Tore. Damit ist er Rekordinternationaler von Willem II Tilburg.
1956 wanderte De Bruijckere nach Australien aus. Er schloss sich dort dem Verein Ringwood Wilhelmina an. Später war er Mitbegründer und Geschäftsführer der Victoria Soccer Players’ Association.